# 特威德河 (新南威尔士州)

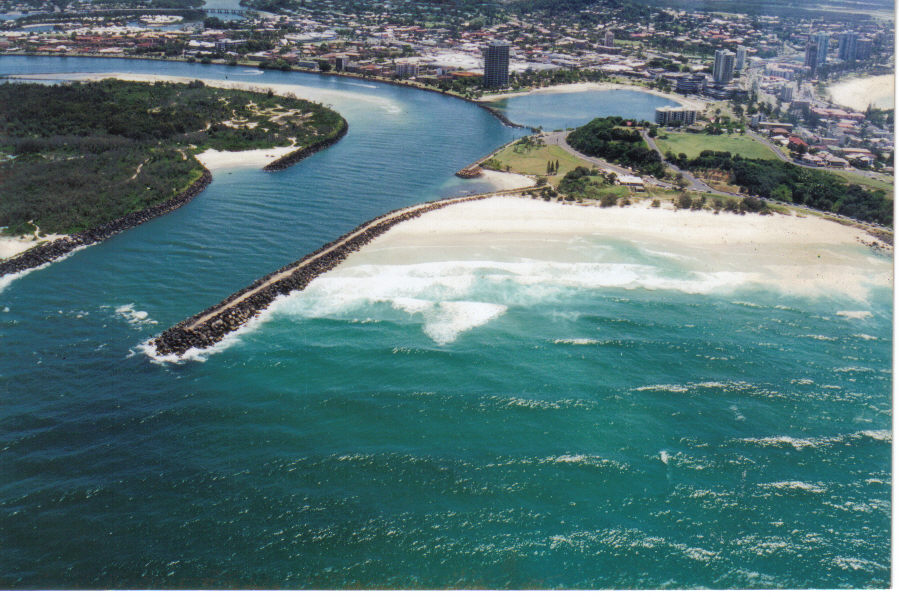
特威德河

特威德河是一條位於澳大利亞的小河，也是分隔新南威爾士州及昆士蘭州的界河。它位於新南威爾士州的北岸。
特威德河流域主要由古代的巨大的死火山火山口组成。其支流在穆威棱巴回合后向东北流约20千米在特威德赫兹入海。
特威德河流域属温和的亚热带气候，雨水充沛，当地的火山土壤营养丰富。过去这里是雨林，但今天这些雨林大部分已被砍除。一些国家公园和保护地区还有雨林。河畔低地现在用来种植甘蔗和其它作物。
翠兒河是以英国的一条同名的河流命名的。它组成新南威爾士州与昆士蘭州的交界。
此外，由於特威德河流域位於鹹淡水交界，所以水產特別豐富。而特威德河的泥蟹在澳洲亦十分知名。